# Pachyrismatidae
De Pachyrismatidae zijn een familie van uitgestorven tweekleppigen uit de orde Megalodontida.

## Taxonomie
De volgende geslachten zijn bij de familie ingedeeld:
- † Durga Boehm, 1884
- † Juramegalodus Sirna, 1974
- † Pachymegalodon Gümbel, 1862
- † Pachyrisma Morris & Lycett, 1850
- † Pachyrismella Cox, 1964
- † Protodiceras Boehm, 1891